# Jacques-André
Jacques-André est un prénom français composé des prénoms Jacques et André. Il est porté notamment par :
- Jacques-André Naigeon
- Jacques-André Bertrand
- Jacques-André Jacquelin
- Jacques-André Émery

- Pour l'ensemble des articles sur les personnes portant ce prénom, consulter :
  - la liste des articles dont le titre commence par ce prénom
  - les listes produites par Wikidata : Liste des personnes de prénom « Jacques-André » — même liste en incluant les éventuels prénoms composés qui contiennent « Jacques-André ».